# ماريكوبا
ماريكوبا (بالإنجليزية: Maricopa, Arizona)‏ هي مدينة تقع في مقاطعة بينال، أريزونا بولاية أريزونا في الولايات المتحدة. تبلغ مساحتها 76.56 (كم²)، وترتفع عن سطح البحر 358 م، بلغ عدد سكانها 43482 نسمة في عام 2010 حسب إحصاء مكتب تعداد الولايات المتحدة وتصل الكثافة السكانية فيها 585.2 نسمة/كم2.

## التركيبة السكانية
حدّد مكتب تعداد الولايات المتحدة بيانات التركيبة السكانية لماريكوبا في تعداد الولايات المتحدة. في ما يلي، التركيبة السكانية حسب تعدادي 2000 و2010.

### تعداد عام 2000
بلغ عدد سكان ماريكوبا 1,040 نسمة بحسب تعداد عام 2000، وبلغ عدد الأسر 292 أسرة وعدد العائلات 227 عائلة مقيمة في المدينة. في حين سجلت الكثافة السكانية 9.2 نسمة لكل كيلومتر مربع (23.8/ميل2). وبلغ عدد الوحدات السكنية 329 وحدة بمتوسط كثافة قدره 2.9 لكل كيلومتر مربع (7.5/ميل2).
وتوزع التركيب العرقي للمدينة بنسبة 46.35% من البيض و3.08% من الأمريكيين الأفارقة و6.63% من الأمريكيين الأصليين و40% من الأعراق الأخرى و3.94% من عرقين مختلطين أو أكثر و70.38% من الهسبانيون أو اللاتينيون من أي عرق.
بلغ عدد الأسر 292 أسرة كانت نسبة 54.5% منها لديها أطفال تحت سن الثامنة عشر تعيش معهم، وبلغت نسبة الأزواج القاطنين مع بعضهم البعض 53.1% من أصل المجموع الكلي للأسر، ونسبة 14.7% من الأسر كان لديها معيلات من الإناث دون وجود شريك، بينما كانت نسبة 9.9% من الأسر لديها معيلون من الذكور دون وجود شريكة وكانت نسبة 22.3% من غير العائلات. تألفت نسبة 13.7% من أصل جميع الأسر من عدة أفراد يعيشون في نفس المنزل ونسبة 3.1% كانت تتألف من شخص يعيش بمفرده يبلغ من العمر 65 عاماً أو أكثر. وبلغ متوسط حجم الأسرة المعيشية 3.56، أما متوسط حجم العائلات فبلغ 3.85.
بلغ العمر الوسطي للسكان 27.5 عاماً. وكانت نسبة 34.3% من القاطنين تحت سن الثامنة عشر، وكانت نسبة 12.1% بين الثامنة عشر والرابعة والعشرين عاماً، ونسبة 30.3% كانت واقعةً في الفئة العمرية ما بين الخامسة والعشرين والرابعة والأربعين عاماً، ونسبة 16.2% كانت ما بين الخامسة والأربعين والرابعة والستين، ونسبة 7% كانت ضمن فئة الخامسة والستين عاماً فما فوق. يوجد لكل 100 أنثى 122.7 ذكر، ويوجد لكل 100 أنثى في الثامنة عشر من عمرها فما فوق 125.4 ذكر.
بلغ متوسط دخل الأسرة في المدينة 30,625 دولارًا، أما متوسط دخل العائلة فبلغ 32,222 دولارًا. وكان متوسط دخل الذكور 26,339 دولارًا مقابل 16,750 دولارًا للإناث. وسجل دخل الفرد الخاص بالمدينة 9,175 دولارًا. وكانت نسبة 19.1% من العائلات ونسبة 23.4% من السكان تحت خط الفقر، وكان من هؤلاء نسبة 32.3% تحت سن الثامنة عشر ونسبة 0% في الخامسة والستين من العمر وما فوق.

### تعداد عام 2010
بلغ عدد سكان ماريكوبا 43,482 نسمة بحسب تعداد عام 2010، وبلغ عدد الأسر 14,359 أسرة وعدد العائلات 11,110 عائلة مقيمة في المدينة. في حين سجلت الكثافة السكانية 386.7 نسمة لكل كيلومتر مربع (1,001.5/ميل2). وبلغ عدد الوحدات السكنية 17,240 وحدة بمتوسط كثافة قدره 153.3 لكل كيلومتر مربع (397.0/ميل2).
وتوزع التركيب العرقي للمدينة بنسبة 70.21% من البيض و9.67% من الأمريكيين الأفارقة و1.98% من الأمريكيين الأصليين و4.14% من الأمريكيين ذوي الأصول الآسيوية و0.27% من سكان جزر المحيط الهادئ و8.46% من الأعراق الأخرى و5.26% من عرقين مختلطين أو أكثر و24.42% من الهسبانيون أو اللاتينيون من أي عرق.
بلغ عدد الأسر 14,359 أسرة كانت نسبة 47.1% منها لديها أطفال تحت سن الثامنة عشر تعيش معهم، وبلغت نسبة الأزواج القاطنين مع بعضهم البعض 60.2% من أصل المجموع الكلي للأسر، ونسبة 10.9% من الأسر كان لديها معيلات من الإناث دون وجود شريك، بينما كانت نسبة 6.3% من الأسر لديها معيلون من الذكور دون وجود شريكة وكانت نسبة 22.6% من غير العائلات. تألفت نسبة 15.6% من أصل جميع الأسر من عدة أفراد يعيشون في نفس المنزل ونسبة 2.5% كانت تتألف من شخص يعيش بمفرده يبلغ من العمر 65 عاماً أو أكثر. وبلغ متوسط حجم الأسرة المعيشية 3.03، أما متوسط حجم العائلات فبلغ 3.38.
بلغ العمر الوسطي للسكان 31.2 عاماً. وكانت نسبة 32.5% من القاطنين تحت سن الثامنة عشر، وكانت نسبة 6.3% بين الثامنة عشر والرابعة والعشرين عاماً، ونسبة 34.9% كانت واقعةً في الفئة العمرية ما بين الخامسة والعشرين والرابعة والأربعين عاماً، ونسبة 19.9% كانت ما بين الخامسة والأربعين والرابعة والستين، ونسبة 6.4% كانت ضمن فئة الخامسة والستين عاماً فما فوق. وتوزع التركيب الجنسي للسكان بنسبة 49.6% ذكور و50.4% إناث.

## المناخ
يظهر الجدول التالي التغييرات المناخية على مدار السنة لماريكوبا:
| البيانات المناخية لـماريكوبا      | البيانات المناخية لـماريكوبا | البيانات المناخية لـماريكوبا | البيانات المناخية لـماريكوبا | البيانات المناخية لـماريكوبا | البيانات المناخية لـماريكوبا | البيانات المناخية لـماريكوبا | البيانات المناخية لـماريكوبا | البيانات المناخية لـماريكوبا | البيانات المناخية لـماريكوبا | البيانات المناخية لـماريكوبا | البيانات المناخية لـماريكوبا | البيانات المناخية لـماريكوبا | البيانات المناخية لـماريكوبا |
| الشهر                             | يناير                        | فبراير                       | مارس                         | أبريل                        | مايو                         | يونيو                        | يوليو                        | أغسطس                        | سبتمبر                       | أكتوبر                       | نوفمبر                       | ديسمبر                       | المعدل السنوي                |
| --------------------------------- | ---------------------------- | ---------------------------- | ---------------------------- | ---------------------------- | ---------------------------- | ---------------------------- | ---------------------------- | ---------------------------- | ---------------------------- | ---------------------------- | ---------------------------- | ---------------------------- | ---------------------------- |
| الدرجة القصوى °ف (°م)             | 86 (30)                      | 90 (32)                      | 100 (38)                     | 106 (41)                     | 113 (45)                     | 122 (50)                     | 124 (51)                     | 117 (47)                     | 113 (45)                     | 109 (43)                     | 95 (35)                      | 84 (29)                      | 124 (51)                     |
| متوسط درجة الحرارة الكبرى °ف (°م) | 68 (20)                      | 73 (23)                      | 79 (26)                      | 88 (31)                      | 98 (37)                      | 107 (42)                     | 108 (42)                     | 106 (41)                     | 102 (39)                     | 90 (32)                      | 77 (25)                      | 67 (19)                      | 89 (31)                      |
| متوسط درجة الحرارة الصغرى °ف (°م) | 36 (2)                       | 39 (4)                       | 44 (7)                       | 50 (10)                      | 59 (15)                      | 68 (20)                      | 77 (25)                      | 76 (24)                      | 68 (20)                      | 54 (12)                      | 42 (6)                       | 35 (2)                       | 54 (12)                      |
| الهطول إنش (مم)                   | 0.83 (21)                    | 0.91 (23)                    | 1.00 (25)                    | 0.28 (7.1)                   | 0.17 (4.3)                   | 0.08 (2.0)                   | 0.98 (25)                    | 0.96 (24)                    | 0.72 (18)                    | 0.47 (12)                    | 0.58 (15)                    | 0.97 (25)                    | 7.98 (203)                   |
| المصدر: The Weather Channel       |                              |                              |                              |                              |                              |                              |                              |                              |                              |                              |                              |                              |                              |

## أعلام
- أبراهام سينكوف

## وصلات خارجية
- http://www.maricopa-az.gov/